# Thorigny-sur-le-Mignon
Thorigny-sur-le-Mignon ist eine Commune déléguée in der französischen Gemeinde Val-du-Mignon mit 101 Einwohnern (Stand 1. Januar 2022) im Département Deux-Sèvres in der Region Nouvelle-Aquitaine (vor 2016 Poitou-Charentes).
Die Gemeinde Thorigny-sur-le-Mignon wurde am 1. Januar 2019 mit Priaires und Usseau zur Commune nouvelle Val-du-Mignon zusammengeschlossen.  Sie hat seither den Status einer Commune déléguée. Die Gemeinde Thorigny-sur-le-Mignon gehörte zum Arrondissement Niort und zum Kanton Mignon-et-Boutonne.

## Geographie
Thorigny-sur-le-Mignon liegt etwa 21 Kilometer südsüdwestlich von Niort am Mignon. Umgeben wird die Commune déléguée Thorigny-sur-le-Mignon von den Nachbargemeinden Usseau im Nordwesten und Norden, Plaine-d’Argenson im Nordosten und Osten, Dœuil-sur-le-Mignon im Süden sowie Priaires im Westen.

## Bevölkerungsentwicklung
| Jahr                       | 1962 | 1968 | 1975 | 1982 | 1990 | 1999 | 2006 | 2013 |
| Einwohner                  | 71   | 62   | 58   | 64   | 70   | 59   | 74   | 97   |
| Quellen: Cassini und INSEE |      |      |      |      |      |      |      |      |

## Sehenswürdigkeiten
- Kirche Notre-Dame